# 孙錝
孙錝（1539年—1594年），原名孫鈞，避神宗御諱改名，字文秉，号鹤峰，锦衣卫官籍浙江餘姚縣（今属慈溪市）人。明朝政治人物。

## 生平
嘉靖戊午（1558年）顺天府乡试第一百六名举人，隆庆二年（1568年），考中戊辰科会试第三百九名，三甲进士。《大明神宗显皇帝实录》误作隆庆三年进士。授知县，升任河南道监察御史，隆慶六年（1572年）巡按直隶宣大，万历二年（1574年）巡按福建。五年正月升任河南副使，六年四月调任广东提学副使，八年二月升山东右参政，十一年正月升江西按察使，十一月升河南右布政使。十五年九月復除湖广右布政使，十七年正月升河南左布政使，十九年十一月升太仆寺卿，二十年九月以病乞免。
万历二十一年（1592年）十二月十一日卒，十六日賜祭葬。以忠贞称著于朝野，人称不愧为宸濠之乱为国殉职的忠臣孙燧之孙。

## 家族
出自横河孙氏。曾祖孫新，贈礼部尚书。祖父孫燧，巡抚江西右副都御史，贈礼部尚书，進階資政大夫，謚忠烈。南京礼部尚书孙陞第三子，前母韩氏，贈夫人；母楊文儷（封太夫人）之第二子，有兄孙鑨、孙铤及姊孫鐶（1534年生），弟孙鑛、孙镶。